# Hemming Hartmann-Petersen
Klavs Hemming Moritz Hartmann-Petersen (født 4. november 1923 i København, død 12. september 2004) var en dansk forfatter, musiker, lærer og programsekretær.
Fra sit 17. år var Hartmann-Petersen en aktiv del af den danske "jazz-guldalder". Under det meste af 2. verdenskrig spillede han kontrabas i Børge Roger Henrichsens kvintet. Fra slutningen af 1940'erne virkede han desuden som teatermusiker og optrådte med Osvald Helmuth og Liva Weel.
Efter nogle år som matematiklærer på seminariet i Nuuk og et år som gymnasielærer på Stenhus Kostskole var han i 1960'erne med til at skabe det, vi i dag kender som P3, og var med radiodirektør Leif Lønsmanns ord var han en af dem, "som var fremsynede og modige nok til at tage de unge radiolyttere alvorligt"[kilde mangler]. Således var han gennem 30 år blandt radioens mest skattede studieværter[kilde mangler]. Han lavede musikprogrammer, interviewer og programserien Mellem brødre med sin bror Jørgen Hartmann-Petersen, også kendt under pseudonymet "Habakuk". Sammen med oboisten Waldemar Wolsing lavede han en række radioprogrammer om døde komponister: Himmelske samtaler.
Han var forfatter til syv bøger: monografier om Hans Scherfig og William Heinesen, tre essaysamlinger, Carl Madsen – en glad kommunist og En røst fra orkestergraven med erindringer fra et musik- og teaterliv.
Hemming Hartmann-Petersen fik fire børn: Gregers, Ulrik, Katrine og Mikkel Hartmann-Petersen.